# El Mamey de San Lucas
El Mamey de San Lucas är en ort i kommunen Tejupilco i delstaten Mexiko i Mexiko. Samhället hade 323 invånare vid folkräkningen 2020.